# پیامدهای انتخابات ریاست‌جمهوری ایران (۲۵ تا ۲۸ خرداد ۱۳۸۸)

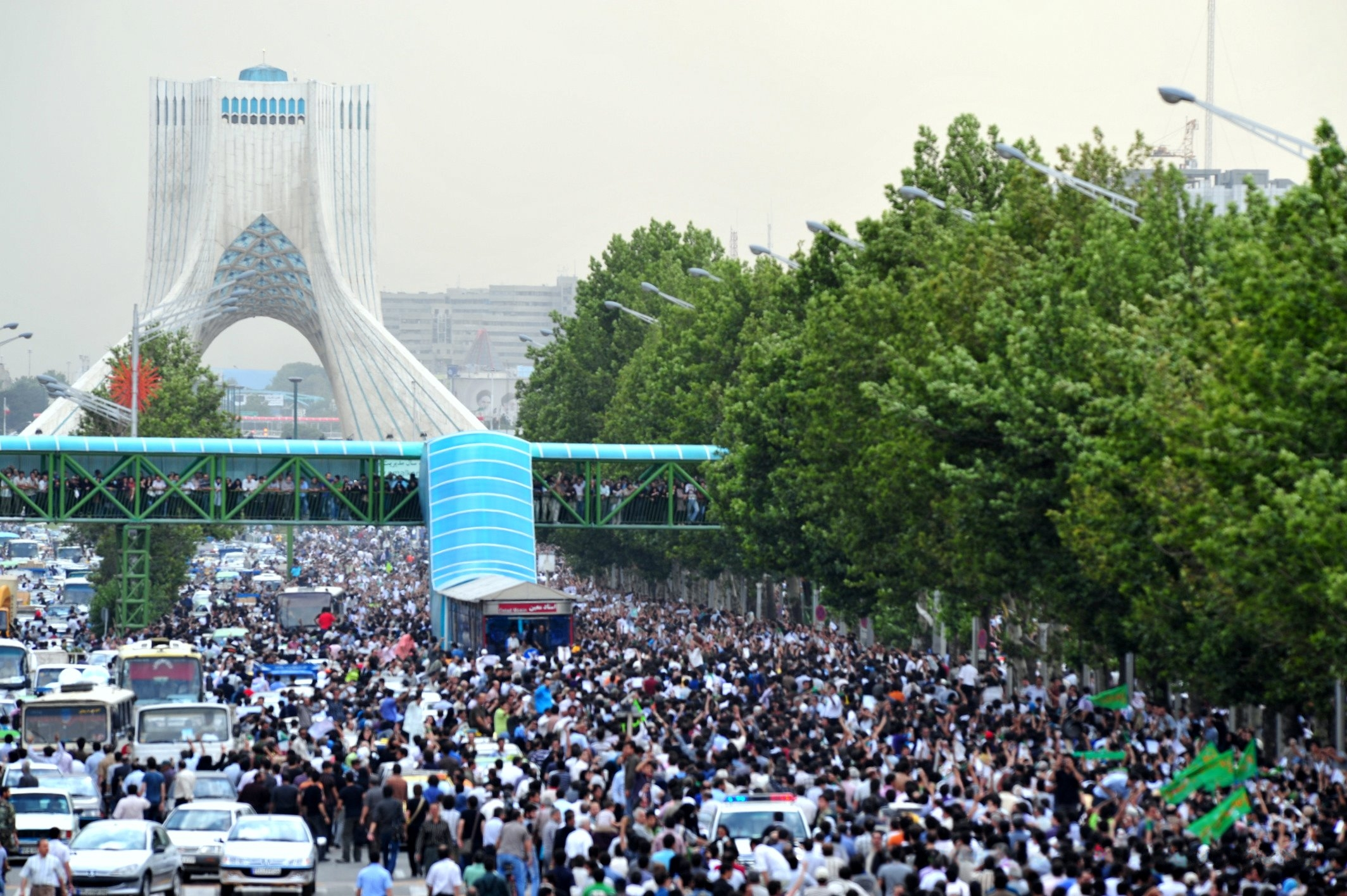
جمعیت گسترده راهپیمایان در راهپیمایی خیابان انقلاب تا میدان آزادی که بزرگ‌ترین راهپیمایی ضد دولتی تاریخ جمهوری اسلامی لقب گرفت

در پی اعلام نتایج دهمین دورهٔ انتخابات ریاست جمهوری ایران و اعلام پیروزی دوبارهٔ محمود احمدی‌نژاد تظاهرات و راهپیمایی‌های گسترده‌ای در نقاط مختلف تهران و همچنین شهرهای دیگر ایران، توسط هزاران تن از معترضان به نحوهٔ شمارش آرا و حامیان میرحسین موسوی، رقیب اصلی احمدی‌نژاد در انتخابات، از جمله در تاریخ ۲۵ خرداد ۱۳۸۸ به راه افتاد. در بامداد این روز به کوی دانشگاه تهران و شیراز و برخی دانشگاه‌های دیگر ایران حمله شد و دانشجویان مورد ضرب و شتم قرار گرفتند و برخی نیز بازداشت شدند. به گفته شاهدان عینی، دفتر تحکیم وحدت و برخی منابع دانشجویی در این حادثه هفت نفر کشته و در حدود ۶۰ دانشجو بازداشت شدند. بعد از ظهر این روز در خیابان آزادی تهران با افزون شدن لحظه به لحظه معترضان یک راهپیمایی میلیونی شکل گرفت که به بزرگ‌ترین راهپیمایی ضد دولتی پس از انقلاب ۱۳۵۷ بدل شد. موسوی، کروبی و خاتمی نیز در این راهپیمایی شرکت کردند و در آن سخنرانی کردند. این راهپیمایی در نهایت با درگیری‌ای که در کنار یک پایگاه بسیج در میدان آزادی رخ داد، به خشونت کشیده شد و یکی از نیروهای بسیج به سوی مردم آتش گشود. رادیو دولتی ایران کشته شدن ۷ نفر را در این حادثه تأیید کرد. هم‌زمان با تظاهرات در ایران، ایرانیان خارج از کشور نیز به تجمعات اعتراضی خود در فرانسه، انگلیس و کانادا ادامه دادند.

## رویدادهای ۲۵ خرداد

### حمله به دانشگاه‌ها
بامداد روز ۲۵ خرداد، حملات نیروهای امنیتی و لباس شخصی مجهز به انواع سلاح‌های سرد و گرم از جمله قمه و تبر به دانشگاه‌های تهران و شیراز حمله کردند. دفتر تحکیم وحدت طی بیانیه‌ای فرماندهان سپاه پاسداران و شبه‌نظامیان بسیج را مسئول این واقعه دانست و مدعی شد که حداقل ۵ نفر از دانشجویان دانشگاه تهران و حداقل ۲ دانشجوی دانشگاه شیراز کشته شده‌اند. این خبر توسط منابع رسمی تکذیب شد.
در پی اعتراض جمع کثیری از دانشجویان دانشگاه صنعتی اصفهان به نتایج انتخابات در اواخر روز ۲۳ خرداد و اوایل بامداد ۲۴ خرداد، نیروی انتظامی با ارسال تعداد زیادی از نیروهای ضد شورش مبادرت به ضرب و شتم شدید دانشجویان نمود. در این اقدام صدها نفر از دانشجویان به شدت زخمی شدند و وسائل شخصی آن‌ها از جمله لپ‌تاپ‌ها توسط مهاجمین تخریب شد. همچنین ۱۴۰ نفر از دانشجویان بازداشت شدند که حدود ۵۰ نفر با قید وثیقه چهل میلیون تومانی آزاد شدند. در پی این حوادث شورای دانشگاه امتحانات را به مدت ۱۷ روز به تعویق انداخت. نیروی انتظامی به دانشجویان خوابگاهی ضرب الاجل ۲۴ ساعته داد تا دانشگاه را ترک کنند. پس از آن نیز شورای دانشگاه اعلام کرد تا پایان مدت ۱۷ روزهٔ تعویق امتحانات فقط دانشجویان دکترا و کارشناسی ارشد (غیر خوابگاهی) حق ورود به دانشگاه را دارند. گفتنی است رئیس دانشگاه خسارت وارد شده را حدود بیست و پنج میلیارد ریال اعلام کرده‌است.
گفتنی است در همین روز دانشجویان دانشگاه بین‌المللی امام خمینی قزوین اقدام به برگزاری تحصنی گسترده در اعتراض به نتیجهٔ انتخابات کردند به‌طوری‌که منجر به لغو امتحانات دانشگاه در این روز شد. در این اعتراضات دانشجویان شعارهایی نظیر «مرگ بر دیکتاتور» و «مرگ بر این دولت مردم فریب» سر دادند. این اعتراضات در بعد از ظهر به خیابان‌های اطراف دانشگاه و خوابگاه دانشجویان (واقع در بلوار نوروزیان قزوین) کشیده شد و موجب درگیری شدید میان نیروهای امنیتی و دانشجویان شد. در نهایت دانشجویان معترض به درون محوطهٔ خوابگاه‌ها پناه بردند و مجموعهٔ خوابگاهی این دانشگاه برای مدت چند ساعت در محاصرهٔ پلیس ضد شورش و نیروهای لباس شخصی بود. فردای آن روز نیروهای امنیتی اقدام به دستگیری تعدادی از دانشجویان این دانشگاه کردند که این امر موجب ادامهٔ اعتراضات دانشجویان شد.
حملات مشابهی نیز به کوی دانشگاه فردوسی مشهد، دانشگاه رازی کرمانشاه، علامه طباطبایی، بابل و شاهرود نیز انجام شد.
در دانشگاه رازی کرمانشاه در ساعت ۱ بامداد روز ۲۵ خرداد در پی اعتراضات دانشجویان دانشگاه رازی نسبت به نحوه برگزاری انتخابات، موجی از دانشجویان فریاد «مرگ بر دیکتاتور» و «الله اکبر» سر می‌دادند که با مداخله یگان‌های ویژه به اعتراضات خاتمه داده شد. در پی این اعتراضات نمای ساختمان اصلی دانشگاه و دانشکده علوم آسیب دید.
در این اعتراضات یگان‌های ویژه با اجتماع در بیرون دانشگاه اجازه خروج دانشجویان از دانشگاه را ندادند.

### راهپیمایی بزرگ در تهران
میرحسین موسوی، اعلام کرد که در اعتراض به نتایج اعلام شده انتخابات ایران، برای «روز دوشنبه ۲۵ خرداد ۱۳۸۸ ساعت ۴ بعدازظهر از میدان انقلاب تهران تا میدان آزادی» درخواست مجوز از وزارت کشور خواهد کرد و از هواداران خود خواست که به او ملحق شوند.
به رغم عدم صدور مجوز، در روز ۲۵ خرداد، راهپیمایی بزرگی در خیابان‌های مرکزی تهران و از میدان امام حسین تا میدان آزادی برگزار شد و تعداد معترضین با افزایش لحظه به لحظه با حضور میرحسین موسوی، محمد خاتمی و مهدی کروبی به بیش از دو میلیون نفر رسید و به بزرگ‌ترین راهپیمایی ضد دولتی از زمان انقلاب بهمن ۱۳۵۷ بدل شد (تجمع وسیع میدان آزادی در حالی انجام شد که انتهای آن از میدان فردوسی هم عقبتر بود!) در این راهپیمایی مردم شعار می‌دادند: «موسوی، موسوی، رأی ما رو پس بگیر» ، «نترسید! نترسید! ما همه با هم هستیم!»، «ایرانی با غیرت! حمایت! حمایت!»، «مرگ بر این دولت مردم‌فریب»، «احمدی! به گوش باش! ما مردمیم نه «اوباش!»، «میرحسین! میرحسین! یا حسین! یا حسین!» و «تقلب یه درصد، دو درصد، نه پنجاه و سه درصد».
برخی منابع خبری به نقل از روزنامهٔ اعتماد ملی عنوان کردند که محمدباقر قالیباف، شهردار تهران گزارشی به مجلس ارائه داده که در آن آمده‌است: «براساس متراژها و اندازه‌گیری‌های صورت گرفته در تجمع حامیان میرحسین موسوی در میدان آزادی، حداقل سه میلیون معترض حضور داشته‌اند». این خبر توسط روابط عمومی شهرداری تهران تکذیب شد.
میرحسین موسوی در راهپیمایی میلیونی مردم تهران در اعتراض به تقلب در انتخابات شرکت کرد و گفت که آماده‌است همه گونه هزینه‌ای را برای تحقق آرمان‌های ملت عزیز بپردازد. همچنین محمدرضا خاتمی در جمع معترضان به نقل از محمد خاتمی خواستار ابطال نتایج انتخابات و برگزاری انتخاباتی تازه شد. هنگام پایان راهپیمایی در میدان آزادی با آتش گشودن عده‌ای از نیروهای شبه‌نظامی، ۸ نفر از مردم کشته شدند و عده‌ای نیز مجروح گشتند.

یک نیروی بسیج عضو گردان ۱۱۷ عاشورا، در حال تیراندازی به سمت مردم

پس از حمله نیروهای مسلح، عده‌ای توسط وسائل محترقه باعث آتش‌سوزی کوچکی در یک پایگاه بسیج شدند. پس از این، رسانه‌های دولتی ایران رقم کشته‌ها را هفت تن اعلام کردند. در این گزارش‌ها آمده‌است که این کشتارها در پی حملهٔ «اراذل و اوباش» به یک مرکز نظامی به قصد تصرف و به آتش کشیدن آن انجام شد که در این حادثه هفت تن از «هموطنانمان» کشته شدند.
شبکه چهار تلویزیون انگلیس تصاویری از یک بسیجی که در پشت بام یک پایگاه بسیج در حال تیراندازی به سوی تظاهرات کنندگان بود را پخش کرد. امیر فرشاد ابراهیمی نام این شخص را ستار نجفی اعلام کرد.

### تجمع اعتراض‌آمیز روبروی سفارتهای فرانسه و انگلیس
جمعی از افرادی که رسانه‌های نظام آنان را دانشجو نامیدند با تجمع مقابل سفارت کشورهای انگلیس و فرانسه ضمن ادعای دخالت فر انسه و انگلیس در ایران به تقبیح آنچه که مداخله می‌نامیدند پرداختند.
دولت‌های فرانسه و انگلیس در کنار بسیاری از کشورهای اروپایی خواستار تأمین امنیت هواداران موسوی و کروبی شدند. هم‌زمان شخصیت‌های داخلی نیز خواستار عدم سرکوب و قتل‌عام معترضان بودند. با این حال یورش نیروهای لباس شخصی مورد حمایت پلیس به کوی دانشگاه و شلیک به تظاهر کنندگان به گفته برخی منابع به کشته و زخمی شدن صدها نفر در سطح کشور انجامید.

### تظاهرات ایرانیان خارج از کشور

تجمع و اعتراضات مردمی ایرانیان آمریکا - روز ۱۸ ژوئن ۲۰۰۹ میلادی

در روز ۲۵ خرداد ایرانیان زیادی در خارج از ایران در جای‌های مختلف اقدام به برگزاری اجتماعات اعتراضی کردند.
در شهر کوالالامپور، پایتخت مالزی پلیس برای مقابله با معترضانی که مقابل ساختمان سازمان ملل متحد در این شهر گردهم آمده بودند از گاز اشک‌آور استفاده کرد.
همچنین در میدان تروکادورو، پاریس که به «میدان حقوق بشر» معروف است، بیش از هزار ایرانی که بیشتر آنان از جوان بودند، در تظاهرات با پلاکاردهایی در دست با مضمون «رأی من کجاست؟» به اعتراض به تقلب در انتخابات ریاست جمهوری ایران پرداختند.
در وین پایتخت اتریش نیز برای اولین در تاریخ، تظاهرات اعتراضی ایرانیان به حدود ۳۰۰۰ نفر رسید که این راهپیمائی از Heldenplatz (میدان قهرمانان) آغاز و تا سفارت ایران ادامه یافت.

### بازداشت دانشجویان
حداقل ۶۰ دانشجوی دانشگاه تهران ساکن کوی دانشگاه توسط نیروهای امنیتی پس از ضرب و شتم بازداشت شدند. در دانشگاه بابل نیز حداقل ۵ دانشجو بازداشت شدند. همچنین در دانشگاه‌های شیراز بیش از ۱۰ دانشجو توسط نیروهای ناشناس ربوده شدند. در دانشگاه سیستان و بلوچستان نیز تعدادی از دانشجویان بازداشت شدند که تاکنون اطلاعی از وضعیت آنان در دسترس نمی‌باشد.

### نا آرامی در دانشگاه‌های ایران و شهرستان‌ها
از طرف دیگر بگزارش پایگاه خبری تحلیلی دانشجویان دانشگاه صنعتی امیرکبیر اساتید دانشگاه شریف در اعتراض به حمله‌های وحشیانه نیروهای انتظامی، بسیج و انصار به دانشگاه‌ها، دست به تحصن زدند. در دانشگاه مشهد هزاران نفر علیه احمدی‌نژاد تظاهرات کردند. این ناآرامی در نقاط دیگر مشهد هم گزارش شده‌است. در شیراز و اصفهان نیروهای امنیتی به دانشگاه‌ها یورش بردند و با دانشجویان به درگیری پرداختند. گزارش‌هایی از درگیری و اعتراضات در دانشگاه‌های همدان و بابل نیز گزارش شده‌است. در دانشگاه آزاد قزوین عده زیادی از دانشجویان دست به برگزاری تجمع زدند که ریاست دانشگاه اقدام به لغو امتحانات دانشگاه کرد. دانشگاه تهران در بیانیه‌ای حمله به این دانشگاه را محکوم نمود.

### دیگر رویدادها
روز دوشنبه اعلام شد که سفر محمود احمدی‌نژاد به روسیه برای شرکت در مراسم افتتاح نشست سازمان همکاری شانگهای لغو شد. قرار بود آقای احمدی‌نژاد، دوشنبه شب، با دمیتری مدودیف، رئیس‌جمهوری روسیه ملاقات کند و فردای آن در اجلاس سازمان همکاری شانگهای در شهر یکاترینبورگ، به عنوان ناظر حاضر شود اما مقام‌های روسیه و ایرانی در مسکو گفتند که این سفر لغو شده‌است، با این حال سرانجام احمدی‌نژاد به مسکو سفر کرد.
وزارت ارشاد دولت احمدی‌نژاد در نامه‌ای به دفاتر تمام رسانه‌های خارجی در ایران اخطار اکید صادر کرده‌است که از این پس از هرگونه پوشش اعتراضات مردمی خودداری کنند. پیش از این تلاش وسیعی توسط دولت برای خارج کردن خبرنگارانی که برای پوشش انتخابات به ایران آمده بودند توسط دولت صورت گرفت.
همچنین در این روز در یک تجمع اعتراضی که روز دوشنبه در خیابان امام ارومیه برگزار شد بیش از ۳۰۰۰ تن از مردم با سر دادن شعارهایی همچون «آذربایجان یاتماییب اوز اوغلونو آتماییب»، «یاشاسین آذربایجان»، «هارای هارای من تورکم» و «موسوی موسوی حمایت حمایت، دولت کودتا استعفا استعفا» ضمن طرح مطالبات ملی خود به نتایج انتخابات ریاست جمهوری ایران اعتراض کردند.
به گفته شاهدان عینی نیروهای انتظامی با حمله به مردم آن‌ها را مورد ضرب و جرح قرار داد و عده زیادی را نیز بازداشت کرد. به گفته همین منابع دوتن از تظاهر کنندگان پس از اصابت ضربه باتوم به سرشان جان باختند.

## رویدادهای ۲۶ خرداد

### راهپیمایی گسترده در تهران هم‌زمان با تجمع حامیان دولت

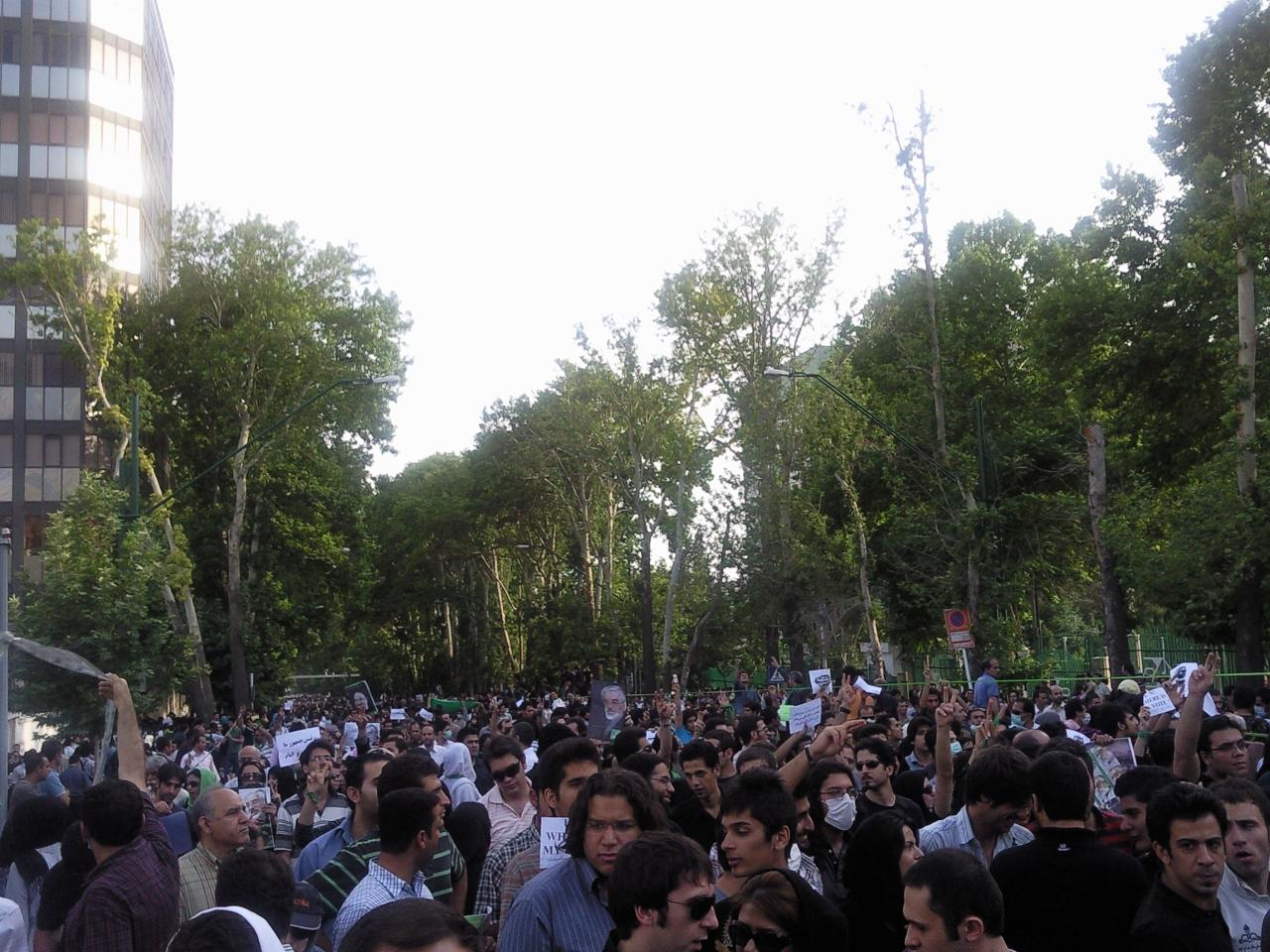
راهپیمایان معترض به نتیجه انتخابات در ۲۶ خرداد که در مقابل صدا و سیما جمع شدند. محدودهٔ این تجمع از میدان ونک تا پارک‌وی در خیابان ولیعصر بود.

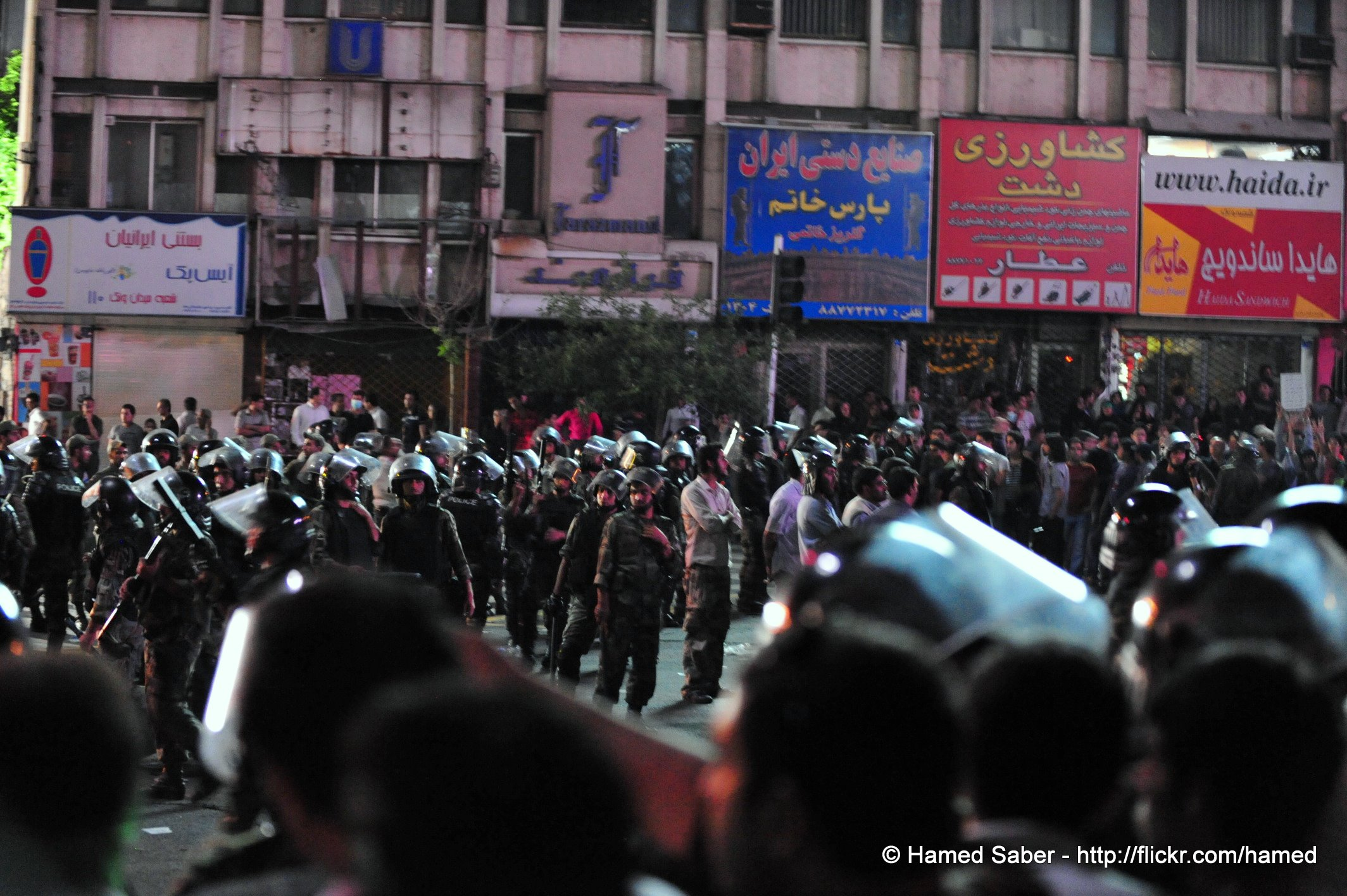
پلیس ضد شورش در مقابل معترضان (۲۶ خرداد)

در صبح این روز محمدعلی ابطحی، سعید حجاریان و عبدالفتاح سلطانی نیز دستگیر شدند.
یک روز پس از تظاهرات میلیونی مردم تهران در مخالفت با نتایج انتخابات ریاست جمهوری ایران، بسیاری از معترضان خواستار تکرار آن در روز سه‌شنبه، ساعت پنج بعد از ظهر در میدان ولی‌عصر تهران شده‌اند.
پیرو آن در اطلاعیه‌ای که در روزنامه ایران منتشر شد از حامیان احمدی‌نژاد خواسته شد در «اجتماع بزرگ مردمی در اعتراض به تشنج‌آفرینی‌های اخیر» در همان محل یعنی میدان ولیعصر تهران در ساعت ۴ بعدازظهر شرکت جویند.
ستاد میرحسین موسوی در اطلاعیه‌ای با تأکید بر اینکه موسوی در راهپیمایی خیابان ولیعصر حضور نخواهد داشت از همه مردم درخواست کرد که در دام درگیری‌های طراحی شده قرار نگیرند. به گزارش گویا نیوز یکی از اعضای ستاد موسوی اعلام کرد که دولت و نیروی انتظامی و پلیس قصد دارد از برنامه امروز ساعت پنج به عنوان «دام مرگ» استفاده کند.
وی اعلام کرد نیروهای سرکوبگر قصد دارند چهارصد-پانصد نفر از مردم را به دام انداخته و بکشند تا با ایجاد ترس در مردم جلوی جنبش مردم در دفاع از حقوق و رأی شان را بگیرند. پس از آن بسیاری از مردمی که به سمت میدان ولیعصر حرکت می‌کردند، مسیر راهپیمایی را خود را به مقابل صداوسیما تغییر دادند. این تجمع آرام گزارش شده اما در منطقهٔ آزادی نیروهای نظامی برای متفرق کردن مردم از گاز اشک‌آور و باتوم استفاده کرده‌است. در تجمع مقابل صداوسیما فائزه هاشمی حضور یافت و با تظاهرکنندگان سخن گفت.
همزمان صداوسیما مانور تبلیغاتی گسترده‌ای بر روی اجتماع حامیان احمدی‌نژاد در میدان ولیعصر داشت.
نیروهای لباس شخصی در بامداد روز سه شنبه درحالیکه مجهز با باتوم، شوکر و … بودند به شهرک سبحان واقع در بلوار کاوه تهران حمله‌ور شده و پس از ورود به برخی منازل به ضرب و شتم مردم و آسیب رساندن به اموال آنان پرداختند.
محمد توسلی، رئیس دفتر سیاسی نهضت آزادی ایران توسط دادگاه انقلاب بازداشت شد. مهندس محمد توسلی عضو شورای مرکزی نهضت آزادی ایران، که سابقه بازداشت‌های طولانی مدت قبل و بعد از انقلاب را دارد، از محل کار خود توسط مأمورین امنیتی به مکان نامعلومی منتقل شد. در پی بازداشت مهندس توسلی، مأمورین با مراجعه به منزل ابراهیم یزدی دبیر اول نهضت آزادی ایران خواستند او را بازداشت کنند که وی در منزل حضور نداشت.

### تداوم تظاهرات در شهرستان‌ها
تظاهرات در شهرستان‌ها ادامه یافت از جمله در مشهد (پارک ملت، میدان ملک‌آباد، میدان احمدآباد، بلوار سجاد و سه‌راه هنرستان) مردم به برپایی تظاهرات پرداختند که توسط بسیج و پلیس سرکوب شد.
در تبریز نیز تظاهرات گسترده مردمی و دانشجویی ادامه یافت.
تبریز در بایکوت کامل خبری نگه داشته شده، تلفن‌های همراه از جمله همراه اول و ایرانسل و تالیا به‌طور کل در تبریز قطع و در برخی مناطق در شب گذشته صدای تیراندازی شنیده شده‌است. معترضان به نتیجه انتخابات در ارومیه نیز اقدام به تجمع کرده و شعارهایی را در حمایت از آقای موسوی به زبان ترکی داده‌اند. اما این تجمع با حمله نیروهای انتظامی مواجه شده و براساس گزارش‌های تأیید نشده تعدادی نیز بازداشت شده‌اند. خطوط تلفن همراه، اس‌ام‌اس و اینترنت در ارومیه نیز مختل شده‌است. گزارش‌هایی نیز از درگیری میان جوانان و مأموران در خرم‌آباد و زاهدان نیز گزارش شده‌است. شیراز نیز دستخوش ناآرامی‌هایی بوده‌است، تجمع روز گذشته در شیراز در ابتدا با آرامش برگزار شد، اما در ادامه نیروی انتظامی به دانشجویان و مردم حمله کرد. همچنین رئیس دانشگاه شیراز از سمت خود استعفا کرد. در بندر انزلی نیز دیشب جوانان منطقه غازیان پس از درگیری با لباس شخصی‌ها و نیروهای یگان ویژه، میادین هلال احمر و مالا را بستند.

### نامه شجریان به ضرغامی
محمدرضا شجریان در نامه‌ای به عزت‌الله ضرغامی از وی خواست تا از پخش آثار او خودداری کند. وی گفت: «سرودهایی که خوانده به ویژه سرود ایران، ای سرای امید متعلق به سال‌های ۱۳۵۷ و ۱۳۵۸ بوده و هیچ ارتباطی با شرایط کنونی ندارد». محمدرضا شجریان اعلام کرده سازمان صدا و سیما هیچ نقشی در تهیه این آثار نداشته و به حکم قانون و شرع از این سازمان خواسته صدا و آثار او را در هیچ‌یک از واحدهای رادیو و تلویزیون پخش نکند. صداوسیما در آستانه انتخابات و پس از آن به نحو گسترده‌ای از آثار شجریان (به ویژه سرود ایران، ای سرای امید از آلبوم سپیده) و سایر ترانه‌های با مضمون ملی استفاده می‌کرد.
وی در گفتگو با بی‌بی‌سی گفت: «در شرایطی که مردم در بهت و حیرت هستند و به گفته آقای احمدی‌نژاد، خس و خاشاک به حرکت درآمده‌اند، صدای من در صدا و سیما جایی ندارد. صدای من صدای خس و خاشاک است و همیشه هم برای خس و خاشاک خواهد بود.» وی در گفتگو با بی‌بی‌سی گفت که هربار که صدای خود را از این رسانه می‌شنود احساس شرم می‌کند و بدنش می‌لرزد.
وی همچنین در تظاهرات اعتراضی مردم دیده شد.

### بیانیه آیت‌الله منتظری
آیت‌الله منتظری قائم مقام روح‌الله خمینی که به‌دلیل اعتراضات خود در سال‌های پایانی دهه شصت برکنار و بخاطر انتقادات از علی خامنه‌ای بارها مورد حمله قرار گرفته و چندین سال در حبس خانگی بود، با انتشار بیانیه‌ای پیرامون انتخابات و حوادث آن گفت: «در جلوی چشم جهانیان و در حضور دوربین‌های خبرنگاران داخلی و خارجی به جان فرزندان این مردم و این مملکت افتاده و با شدت و خشونت کامل با زنان و مردان بی‌دفاع و دانشجویان عزیز برخورد کرده و آن‌ها را سرکوب و مضروب و دستگیر نمودند، و اینک به دنبال تسویه حساب‌های سیاسی، با فعالان و اندیشمندان و روشنفکران برآمده و عده کثیری را که بعضاً از مسئولین بلند مرتبه نظام جمهوری اسلامی بوده‌اند بی‌جهت دستگیر و بازداشت می‌کنند.» وی افزود که تغییرات عمده‌ای در آرای مردم داده شده‌است. پیش از این نزدیکان وی اعلام کرده بودند که او پس از سال‌ها برای اولین بار در انتخابات شرکت کرده و رأی داده‌است.

### راهپیمایی در اعتراض به «آشوب طلبی
به دعوت شواری تبلیغات اسلامی و سپاه پاسداران و با تبلیغات گسترده صداوسیما عده‌ای در اعتراض به آنچه آشوب طلبی می‌نامیدند در تظاهراتی در میدان ولیعصر شرکت کردند. تعداد تظاهرات کنندگان ده‌ها هزار تن اعلام شد. شعارهای تظاهرات کنندگان «حسین حسین شعار ماست شهادت افتخار ماست»، «مرگ بر منافق»، «منافق مسلح اعدام باید گردد»، «مرگ بر ضد ولایت فقیه»، «مرگ بر آمریکا» و «ما اهل کوفه نیستیم علی تنها بماند» بود.

### تظاهرات پزشکان و پرستاران بیمارستان رسول اکرم
تظاهرات پزشکان و پرستاران بیمارستان رسول اکرم در اعتراض به کشتار و زخمی‌کردن جمع کثیری از کسانی که در راهپیمایی ۲۵ خرداد شرکت داشتند.»
به نقل از جمعی از پرستاران و پزشکان بیمارستان رسول اکرم و گزارش بی‌بی‌سی دلایل دیگر این تظاهرات، مجبور کردن آن‌ها از سوی مأموران لباس شخصی بوده که باید برای تمام کسانی که با شلیک گلوله کشته شده‌اند در پروندهٔ فوت‌شان قید شود آن‌ها زیر تیغ جراحی فوت شده‌اند!
دلیل دیگر این تجمع و تظاهرات اجبار مأموران لباس شخصی برای انتقال کلیه مجروحان و کشته شدگان به بیمارستان سپاه بوده‌است که با برخورد شدید با جمعی از پزشکان صورت گرفته بود.

### حمله لباس شخصی‌ها به بیمارستان دی
«تعدادی از افراد لباس شخصی شامگاه روز سه شنبه ۲۶ خرداد به بیمارستان «دی» واقع در تقاطع خیابان توانیر و خیابان ولی‌عصر تهران حمله کرده و با تهدید پزشکان و کادر درمانی، جوی از رعب و وحشت را ایجاد کردند. حمله افراد لباس شخصی به بیمارستان دی در حالی رخ داد که ساعاتی قبل از آن، تعدادی از مجروحان ناآرامی‌های روز سه‌شنبه تهران توسط اورژانس یا مردم به این بیمارستان منتقل شده بودند. طی روزهای شنبه، یک‌شنبه و دوشنبه نیز تعدادی از مجروحان و کشته شدگان ناآرامی‌ها و اعتراضات تهران به این بیمارستان منتقل شده‌اند. افراد لباس شخصی که مجهز به چوب، چماق، باتوم، زنجیر، اسپری و بعضاً سلاح و بیسیم بودند پس از مراجعه به بیمارستان دی و عبور توأم با تهدید از نگهبانی و حراست بیمارستان؛ وارد بخش اورژانس شدند و از پزشکان و کارد پرستاری با حالتی تهدیدآمیز خواستند که مجروحان ناآرامی‌ها را درمان نکنند! این افراد با پرخاشگری، مجروحان ناآرامی‌ها را «منافق»، «عوامل دشمن»، «جاسوس» و «اراذل و اوباش» خواندند و خطاب به کادر پرستاری بیمارستان با تهدید تأکید کردند که حق ندارند این افراد را درمان کنند. گفتنی است کادر پزشکی و امدادی حتی در جریان جنگ جهانی دوم نیز از آزادی و امنیت برخوردار بودند.»
تصاویر و فیلم‌هایی که نشان می‌داد برخی از اموال مردم توسط نیروهای پلیس ضد شورش یا لباس شخصی تخریب شده‌است در اینترنت و سایتهای خبری به صورت گسترده پخش شد.
.

### درخواست مجوز برای راهپیمایی روز چهارشنبه
شورای هماهنگی جبهه اصلاحات از وزارت کشور درخواست کرد مجوز لازم را برای راهپیمایی مسالمت‌آمیز روز چهارشنبه را صادر کند. قرار بود این راهپیمایی مسالمت‌آمیز روز چهارشنبه ۲۷ خرداد از ساعت چهار بعد از ظهر از میدان انقلاب به سوی میدان آزادی برگزار شود. البته در راهپیمایی سه شنبه ۲۶ خرداد مردم قرار حضور در میدان هفت تیر در ساعت پنج را گذاشته بودند.

## رویدادهای ۲۷ خرداد

### سومین تظاهرات معترضین

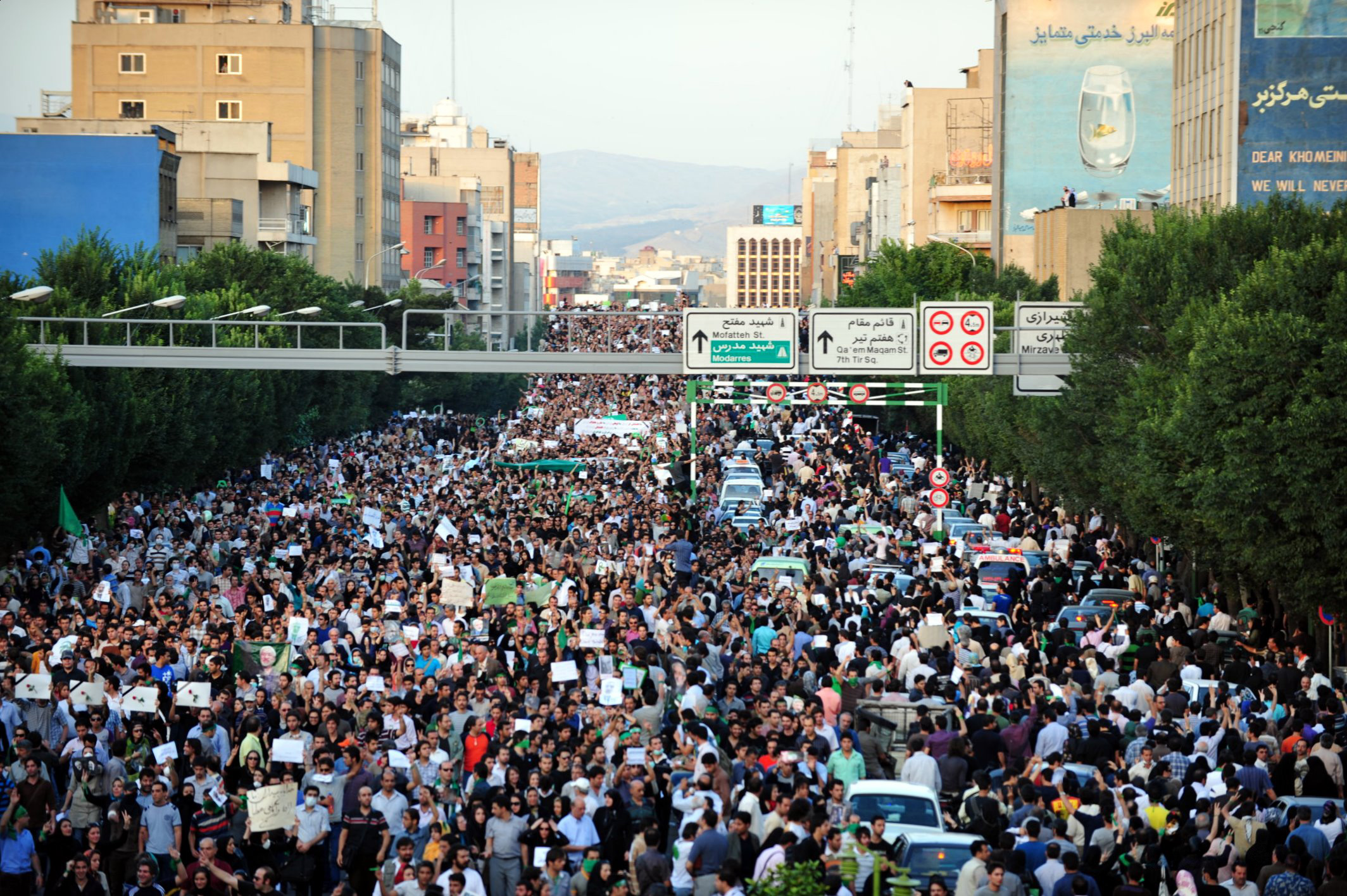
سومین راهپیمایی گسترده و آرام معترضین در خیابان کریم‌خان زند در پنجمین روز اعتراضات (۲۷ خرداد)

حدود پانصد هزار تن در اعتراض به نتایج انتخابات در میدان هفت تیر و خیابان‌های اطراف آن در تهران به راهپیمایی پرداختند. در این راهپیمایی تنها به حمل پلاکارد اکتفا شده بود و شعاری داده نشد. مهدی کروبی نیز در راهپیمایی حاضر شد و روبروی دفتر روزنامه اعتماد ملی دقایقی با مردم صحبت کرد.

### ادامه دستگیری‌ها:جلایی پور و ابراهیم یزدی
با دستگیری محمدرضا جلایی‌پور (فرزند حمیدرضا جلایی پور) در فرودگاه تهران وی نیز به جمع ده‌ها تن دیگر از رهبران سیاسی پیوست که روانه اوین شدند. او فرزند مسوول و سخنگوی پویش حمایت از خاتمی و موسوی (موج سوم)
، دارندهٔ مدال طلای المپیاد کشوری ادبی و حائز رتبهٔ اول کنکور سراسری سال ۱۳۸۰ در رشتهٔ علوم انسانی است. چند روز بعد رئیس دانشگاه آکسفورد و رئیس کالج سنت آنتونی در نامه‌های جداگانه به هاشمی شاهرودی رئیس قوه قضائیه خواستار آزادی وی شدند.
موج گسترده دستگیری فعالان سیاسی، روزنامه‌نگاران و روشنفکران همچنان ادامه یافت و ابراهیم یزدی و عباس توسلی نیز به جمع بازداشت شدگان اضافه شدند و تعداد بازداشت شدگان به ۵۰۰ نفر رسید. ابراهیم یزدی برای پیگیری معالجات تخصصی در بیمارستان پارس بستری بود که بازداشت شد. غفار فرزدی، مجید جابری، رحمت‌الله امیری، روح‌الله رحیم پو، امیر حسن جهانی، علی اشرف سلطانی آذر، رحیم یاوری، محمد رضا احمدی نیا، احمد افجه‌ای، مهندس عماد بهاور، مجتبی خندان، سعید زراعت کار، روح‌الله شفیعی و علی مهرداد از دیگر اعضای دستگیر شده نهضت آزادی ایران در تهران و تبریز هستند.

### اولتیماتوم رضایی به وزیر کشور و پاسخ وزارت کشور
محسن رضایی در نامه‌ای به صادق محصولی وزیر کشور وقت خواستار ارائه نتایج شمارش آراء صندوق‌ها شده و با انتقاد از گذشت ۵ روز از شمارش آرا و عدم ارائه نتایج شمارش آرائ صندوق‌ها ابراز نگرانی کرد و خطاب به وی تذکر داد که در صورتی که تا پایان وقت اداری روز چهارشنبه ۲۷ خرداد ۱۳۸۸ این آمار در اختیارش قرار نگیرد ناگزیر خواهد بود که از شورای نگهبان درخواستی «غیر از بازشماری آراء» به عمل آورد. وی همچنین در این نامه اعلام نکردن این آمار را با گذشت ۵ روز از اعلام نتایج موجب ایجاد شائبه عددسازی در صندوق‌ها برای تطبیق با نتایج کلی حوزه‌ها دانسته‌است.
وزارت کشور در پاسخ به این نامه احتمال بازشماری کامل آرای دهمین دوره انتخابات ریاست جمهوری را بعید دانست و درخواست محسن رضایی را برای اطلاع از جزئیات مربوط به شمارش آرای صندوق‌ها رد کرد.

### حضور تعدادی از بازیکنان تیم ملی با مچ‌بند سبز و سفید در زمین فوتبال

بعضی از بازیکنان ایرانی به همراه مچ‌بند سبز و سفید در بازی ایران - کرهٔ جنوبی

در مسابقهٔ فوتبال بین تیم‌های ملی فوتبال ایران و کرهٔ جنوبی، چند بازیکن تیم ملی ایران، با مچ‌بندهای سبز و سفید در میدان مسابقه حضور یافتند.
در این بازی، علی کریمی، مهدی مهدوی‌کیا، مسعود شجاعی، جواد نکونام، حسین کعبی، وحید هاشمیان، محمد نصرتی و برخی بازیکنان دیگر تیم ملی ایران با دستبند سبز به میدان رفتند.
بعد از پایان نیمه اول طی تماسی تلفنی مقامات از ایران تذکری اکید به این بازیکنان داده شد که این مچ بندها را باز نمایند و از آنان خواسته شد که حتی اگر بر زیر لباس‌های خود لباسی به نشان سبز یا مربوط به این مسائل دارند از تن در بیاورند که در صورت تخلف برخوردی جدی با آن‌ها خواهد شد. به آنان اعلام شد «اگر مچ بندها باز نشود اجازه حضور در زمین را نخواهند داشت. این شش بازی کن به ناچار مچ بندهای خود را باز کردند و به میدان رفتند.» به همین دلیل در نیمه دوم بازی به غیر از مهدی مهدوی‌کیا این بازیکنان دستبندها را کنده بودند. بسیاری از ایرانی‌ها و برخی تحلیلگران این مچ بندها را نشانه حمایت بعضی از بازیکنان فوتبال از میرحسین موسوی دانسته‌اند اما مهدی تاج، نایب رئیس فدراسیون فوتبال ایران گفت این دستبندها «نشان ارادت بازیکنان تیم ملی به حضرت ابوالفضل» بوده‌است.

### بیانیه گروهی از هنرمندان در پشتیبانی از حرکت اعتراضی مردم
در این بیانیه آمده‌است: 
جامعه هنری و فرهنگی ایران همگام با خواست و اراده عمومی ملت که در راهپیمایی میلیونی آن‌ها تجلی یافته و در اظهارات نامزدهای معترض منعکس شده‌است، از تمامی مراجع قانونی و مذهبی درخواست می‌کند، نقش پناه مردم را در این شرایط خطیر ایفا کنند و برای اعاده حقوق از دست رفته ملت و بازسازی بنای ویران شده عدالت اجتماعی، اقدام کنند. این جامعه هنری و فرهنگی همچنین از نیروهای نظامی و انتظامی درخواست می‌کند با خویشتن داری و پرهیز از خشونت، تصویری جوانمردانه و در خور ملت محترم ایران را نزد جهانیان، به نمایش گذارند.
عزت‌الله انتظامی، سیروس الوند، بیژن امکانیان، پگاه آهنگرانی، داریوش مهرجویی، محسن مخملباف، فاطمه معتمدآریا و لیلا حاتمی از جمله امضاکنندگان این بیانیه بودند.

### نامه هنرمندان و نویسندگان ایرانی در تبعید
گروهی از هنرمندان ایرانی خارج از کشور با انتشار نامه‌ای اعلام کردند «دولت کودتا را به رسمیت نمی‌شناسیم» و سرکوب مردم را محکوم کرند. آن‌ها از مردم جهان خواستند تا از معترضین حمایت کرده و «اجازه ندهند دولت‌هایشان این رژیم کودتا را به رسمیت بشناسند».
در میان امضاکنندگان نامه اسامی افرادی چون کاوه یغمایی، بهروز وثوقی، شاهین نجفی، ابراهیم نبوی، محسن نامجو، محسن مخملباف، نیک‌آهنگ کوثر و اعضای گروه کیوسک به چشم می‌خورد.

### تعویق امتحانات و تعطیلی برخی از دانشگاه‌ها
شورای دانشگاه صنعتی شریف کلیه امتحانات این دانشگاه را به ۳۱ مرداد الی ۱۳ شهریور منتقل کرد. اما در اطلاعیه‌ای که پنجشنبه اعلام شد این موضوع به علت «تأکید وزارت علوم، تحقیقات و فناوری مبنی بر لزوم برگزاری امتحانات کلیه دانشگاه‌ها در موعد مقرر» لغو شده‌است. برای چندمین بار، روز ۳۱ تیر، این دانشگاه خبر از تعویق امتحانات دانشجویان کارشناسی به بعد از ۲۴ تیر داد. همچنین، در شرایطی که خوابگاه‌های دانشجویی و دانشگاه‌های مختلف از جمله، تهران، اصفهان و شیراز شاهد یورش پلیس و لباس شخصی‌ها به دانشجویان بودند، رؤسای این دانشگاه‌ها با لغو امتحانات دانشگاه‌ها خوابگاه‌ها را تعطیل کردند.

### دعوت موسوی برای بزرگداشت کشته‌شدگان
در بیانیه که در سایت قلم‌نیوز منتشر شد از مردم خواسته شده بود «برای همدردی با خانواده‌های شهدا و مصدومان وقایع اخیر، روز پنج شنبه با نماد سوگواری در مساجد و تکایا اجتماع کنند.»
موسوی در بیانه‌ای خطاب به ملت خواستار تداوم اعتراض مسالمت‌آمیز شد و گفت: «ما در پی اعتراض آرام به روند ناسالم برگزاری انتخابات و تحقق هدف ابطال انتخابات و تجدید آن بر اساس راهکارهایی هستیم که عدم تکرار تقلب‌های فضاحت بار انتخاب پیشین را تضمین کند.» وی از تخریب‌ها اعلام برائت کرد و گفت: «این اصحاب تقلب و دروغ هستند که برای تکمیل طرح خود به بانک‌ها و ادارات و اموال مردم حمله می‌کنند و آن‌ها را تخریب می‌نمایند.» وی همچنین خواست که مردم برای گرامیداشت کشته شدگان با نمادهای سیاه در مساجد و تکایا حضور یابند.

### همراهی شعار شبانه «یا حسین؛ میرحسین» با «الله اکبر
وبسایت قلم‌نیوز پایگاه رسمی اطلاع‌رسانی میرحسین موسوی به‌طور ضمنی از مردم خواست تا همراه با شعار «الله اکبر»، شعار «یا حسین، میرحسین» نیز سر دهند. در این یادداشت آمده‌است:

مردم معترض در سراسر کشور امشب برای آنکه ذکر مبارک «الله اکبر» شان را هم به یغما نبرند و قلب معنا نکنند، در میان «الله اکبر» هایشان، شعار «یا حسین، میرحسین» سر دادند.

در این بیانیه به ساعت ۱۰ شب برای این عمل اشاره شده‌است.

### درخواست راهپیمایی توسط مجمع روحانیون، دعوت کروبی به تظاهرات
به گزارش قلم نیوز، مجمع روحانیون مبارز در نامه‌ای به فرمانداری تهران برای روز شنبه مورخ ۳۰ خرداد به منظور برگزاری راهپیمایی از میدان انقلاب تا آزادی در ساعت ۱۶ تا ۱۹ درخواست مجوز کرد. هدف این راهپیمایی «پی‌گیری مطالبات قانونی مردم و تداوم اعتراض مدنی آنان» عنوان شده‌است.
مهدی کروبی نیز مردم را به برگزاری راهپیمایی در ساعت ۱۰ روز جمعه با لباس مشکی از میدان هفت تیر تا محل برگزاری نماز جمعه دعوت کرد. اما روز پنجشنبه این راهپیمایی را لغو کرد. رسانه‌های ایران تبلیغات وسیعی برای نمازجمعه ۲۹ خرداد که به امامت خامنه‌ای اقامه می‌شود انجام داده‌اند. برخی اصلاح طلبان پیشنهاد داده بودند که معترضان با لباس‌هایی که نشانه اعتراض داشته باشد در نماز حاضر شوند.

### نامه موسوی و خاتمی به رئیس قوه قضائیه
میرحسین موسوی و محمد خاتمی در نامه‌ای مشترک خطاب به رئیس قوه قضائیه خواستار جلوگیری از برخورد خشونت‌آمیز با دستگیرشدگان و آزادی آنان شدند. در این نامه موسوی و خاتمی ذکر می‌کنند که: «طبق گزارش‌های متقن برخوردهای خشونت‌آمیز با اجتماعات و افراد عادی و نیز حمله به مجتمع‌های مسکونی و منازل مردم به جرم اینکه اعتراض خود را با ذکر مبارک الله اکبر نشان می‌دهند و ضرب و جرح زنان و مردان و تخریب ساختمان و ویران کردن و مسایلی صورت می‌گیرد که با هیچ‌یک از معیارهای قابل قبول جمهوری اسلامی سازگار نیست و نتیجه‌ای جز بدبینی جامعه به نظام نخواهد داشت. علاوه بر این تهاجم به دانشگاه‌ها و خوابگاه‌های دانشجویان عزیز و ضرب وشتم و دستگیری جوانان از دختر و پسر مزید بر علت شده‌است.»

### جلوگیری از انتشار مطبوعات توسط دولت و دادستانی
در حالیکه روزنامه کلمه سبز، روزنامه رسمی میرحسین موسوی، از روز یکشنبه و عدم پذیرش نتیجه انتخابات امکان چاپ ندارد و سایت‌های وی نیز فیلتر شده‌است، بسیاری دیگر از روزنامه‌های اصلاح طلب و حتی غیر اصلاح طلب به دلیل انعکاس رویدادهای اعتراضی امکان انتشار نیافتند. از انتشار روزنامه‌های آفتاب یزد، حیات نو و خبر اصلاً چاپ نشده و روزنامه جمهوری اسلامی نیز با تأخیر چاپ چاپ شد. نماینده وزارت ارشاد و دادستانی مانع از انتشار روزنامه‌ها شد. همچنین روزنامه اعتماد ملی نیز با سانسور بیانیه دبیرکل حزب اعتماد ملی چاپ شد.

### فیلتر شدن مسنجرهای یاهو و مایکروسافت
در این روز ساعاتی قبل یاهو مسنجر و مسنجر مایکروسافت به همراه بسیاری دیگر از برنامه‌های ارتباطی تحت وب در ایران از کار افتاد.

## رویدادهای ۲۸ خرداد

### درگیری در مجلس
در پی اعلام ماهیت واقعی لباس شخصی‌هایی که به دانشجویان و مردم حمله کردند، نمایندگان حامی دولت به مخالفت شدید پرداختند که سرانجام کار به درگیری فیزیکی کشید. هنگامی که نایب رئیس مجلس نتایج بررسی ماجرای کوی دانشگاه را قرائت می‌کرد و ایشان را کسانی دانست که حامی میرحسین نبوده و اغتشاشات را دامن می‌زنند روح‌الله حسینیان، حمید رسایی و مهدی کوچک‌زاده سه نماینده شاخص حامی احمدی‌نژاد معترض شدند که نباید این گزارش قرائت شود و پس از آن درگیری لفظی آغاز شد و در نهایت کار به درگیری فیزیکی کشید. سپس حامیان دولت از قرائت گزارش پشت پرده ماجراهای حمله به کوی دانشگاه، مجتمع مسکونی نمایندگان و مردم تهران در صحن علنی مجلس ممانعت به عمل آوردند که این امر موجب شد جو مجلس متشنج شود.

### تجمع آرام در میدان امام خمینی به سمت میدان انقلاب

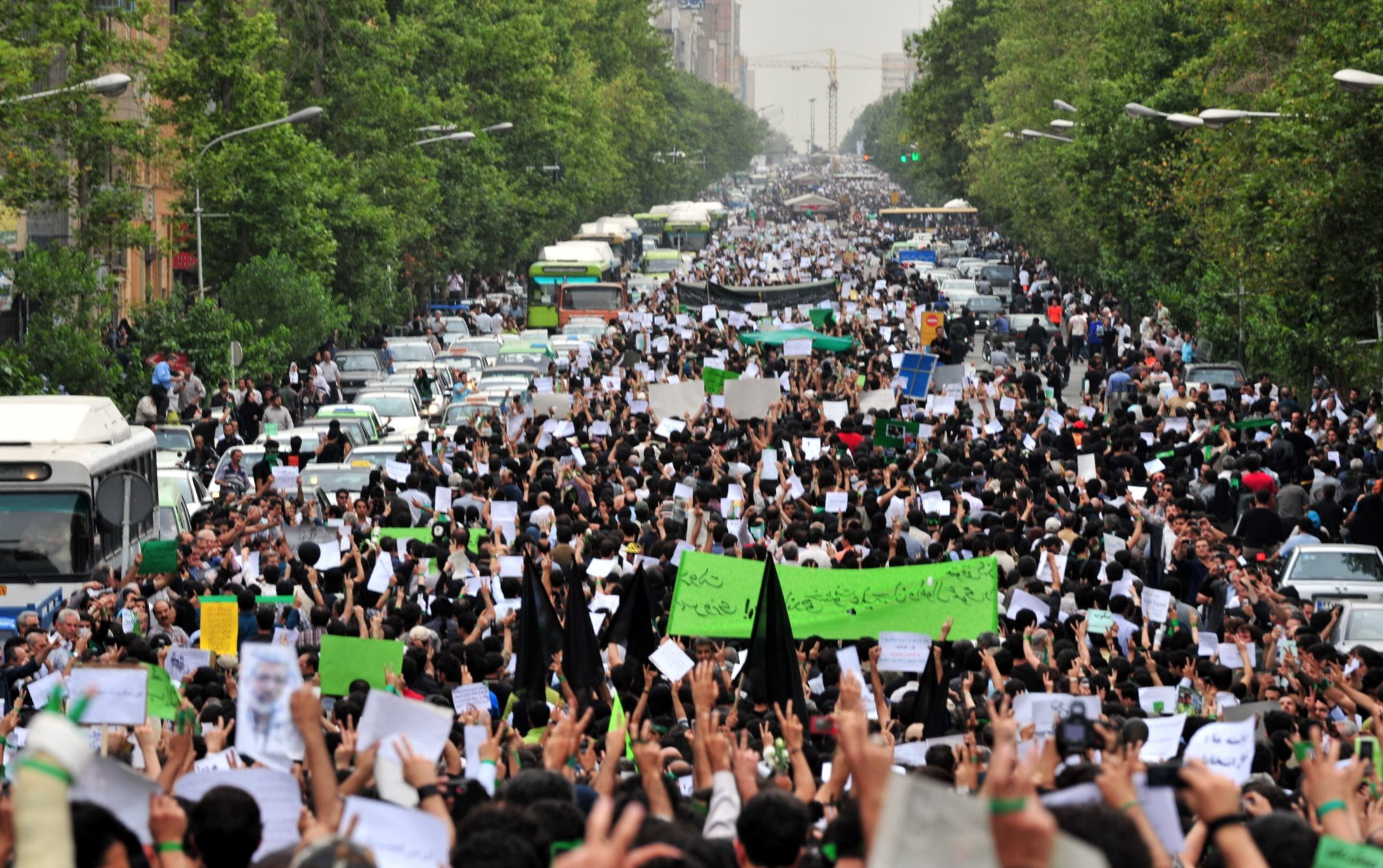
تصویری از چهارمین راهپیمایی سکوت معترضین در خیابان انقلاب پس از پل کالج

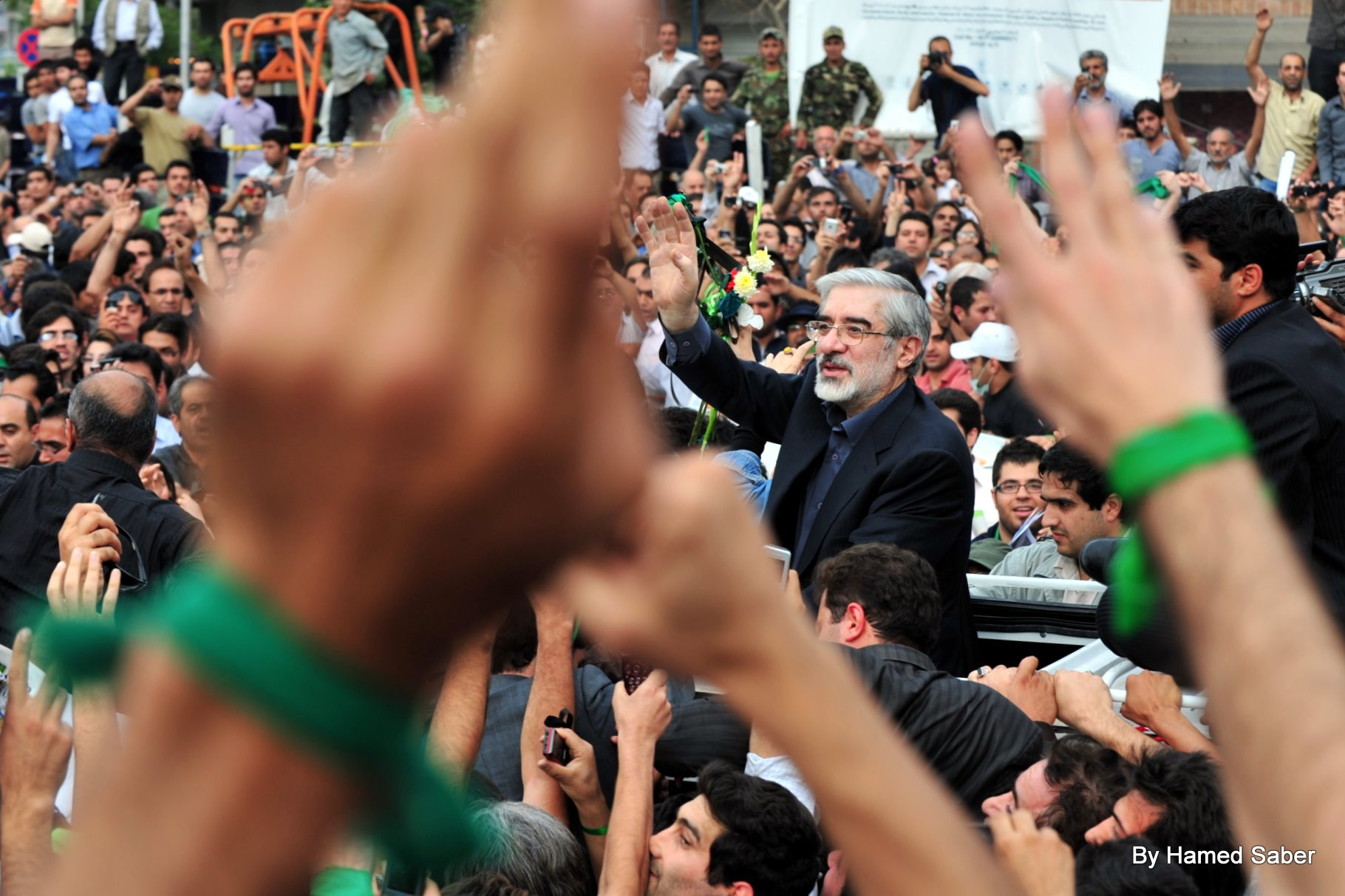
حضور میرحسین موسوی در جمع معترضین در راهپیمایی سکوت ۲۸ خرداد

صدها هزار ایرانی سبز و مشکی پوش در ادامه اعتراض خود به نتایج انتخابات ریاست‌جمهوری و برای بزرگداشت کشته شدگان درگیری‌های اخیر به میدان امام خمینی آمدند. قرار برگزاری این تجمع در راهپیمایی آرام عصر چهارشنبه میدان هفت تیر گذاشته شده‌بود.
در این راهپیمایی آرام که حد فاصل میدان امام خمینی تا میدان انقلاب را برای حدود سه ساعت مملو از جمعیت کرده‌بود، میرحسین موسوی و زهرا رهنورد نیز شرکت کردند.
رادیو پیام نیز در اخبار ترافیکی خود اعلام نمود که به دلیل تجمع مردم ترافیک سنگین در میدان امام خمینی در جریان است.
این در حالی است که خبرگزاری فارس گزارش داد «گروهی از مردم تهران و موتورسواران حزب‌الله» به صورت نمادین در ساعت ۱۶ امروز پنج شنبه در میدان ولی عصر تهران رژه خواهند رفت.
پس از پایان تجمع راهپیمایان از مسیرهای خیابان فردوسی و خیابان اکباتان تظاهرات آرامی صورت گرفت. به گفته یک عضو فراکسیون اصولگرایان در مجلس، براساس متراژها و اندازه‌گیری‌های صورت گرفته، در این تجمع، دست کم سه میلیون معترض حضور داشتند و گزارش آن توسط محمدباقر قالیباف به مجلس ارائه شد.

### دعوت شورای نگهبان از کاندیداها برای جلسه آتی
به گزارش خبرگزاری فارس، عباسعلی کدخدایی سخنگوی شورای نگهبان اعلام نمود، نامزدهای انتخابات ریاست‌جمهوری برای حضور در جلسه آتی شورای نگهبان دعوت می‌شوند. اما موسوی و کروبی در این جلسه حاضر نشدند. و موسوی در نامه سرگشاده‌ای به شورای نگهبان به موارد دیگری از تخلفات انتخاباتی اشاره کرد.

### تجمع در شاهچراغ
د حالیکه شهر شیراز در روزهای قبل شاهد درگیری‌های شدید میان معترضین و نیروهای پلیس و بسیج بود و خوابگاه دانشجویان نیز از سوی هوادارن نظام مورد تعرض قرار گرفت، روز ۵ شنبه تجمعی در شاهچراغ برگزار شد که افراد شاخص شهر شیراز همچون مهدی خانی عضو شورای شهر شیراز نیز در این تجمع در بین معترضین حضور فعال داشت.

### تداوم بازداشت‌ها
در ادامه بازداشت فعالان سیاسی که به گفته برخی منابع به ۵۰۰ نفر رسیده بود. دستگیرشدگان از اعضای ستادهای انتخاباتی میرحسین موسوی و مهدی کروبی، اعضای فعال احزاب اصلاح طلب از حزب‌های حزب کارگزاران سازندگی، سازمان ادوار تحکیم، جبهه مشارکت ایران اسلامی، سازمان مجاهدین انقلاب اسلامی، فعالان دانشجویی مستقل و انجمنهای اسلامی و دانشجویان و سایر فعالان سیاسی بودند.